# Edgar Leslie

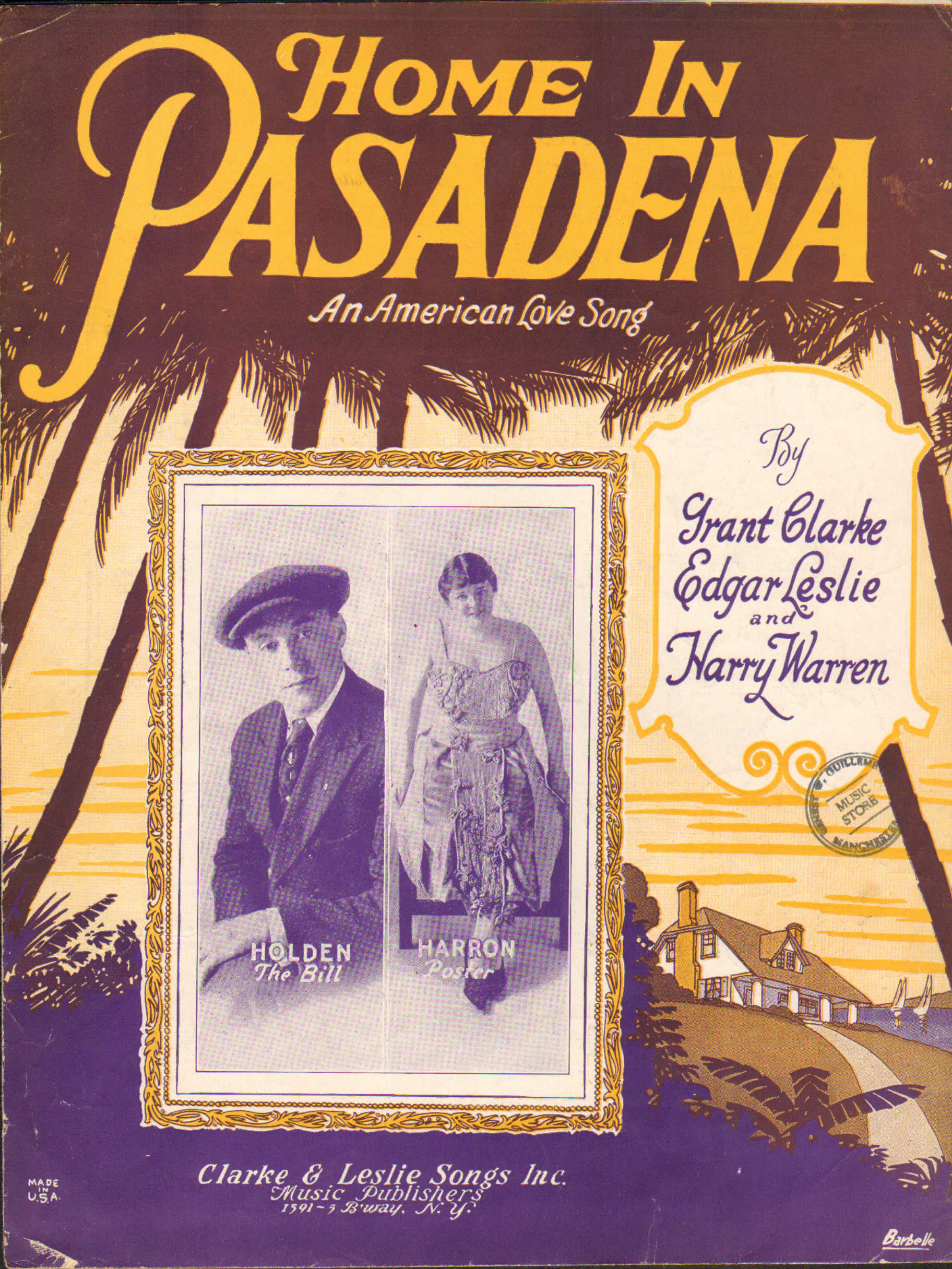

Edgar Leslie né le 31 décembre 1885, à Stamford dans l'état du Connecticut mort le 22 janvier 1976 à New York est un auteur-compositeur américain, connu également pour avoir été le pianiste transcripteur d'Irving Berlin.

## Œuvres

### Comédies musicales
- 1913 : The Pleasure Seekers, d'Edgar Smith et E. Ray Goetz (en), 72 représentations données au Winter Garden Theatre (Manhattan), chansons additionnelles[1],
- 1916 : Betty, de Paul A. Rubens, Frederick Lonsdale et Gladys Unger, 63 représentations données au Globe Theatre (Manhattan)[2], chansons,
- 1917 : Dance and Grow Thin, d'Irving Berlin et Blanche Merrill (en), 117 représentations données au Cocoanut Grove Theatre, musique additionnelle[3],
- 1917 : Words and Music, d'E. Ray Goetz, 24 représentations données au Fulton Theatre (Hayes Theater)), chansons additionnelles[4],
- 1918 : Ziegfeld Follies de 1918, musique de Louis Hirsch (en),  Dave Stamper, livret de Rennold Wolf et Gene Buck (en), 151 représentations données au New Amsterdam Theatre et au Globe Theatre, chansons additionnelles[5],
- 1923 : Ziegfeld Follies of 1923, musique de Victor Herbert, Rudolf Friml, livret de Gene Buck, 223 représentations données au New Amsterdam Theatre, musique additionnelle[6]
- 1923 : Pasadena avec le compositeur Harry Warren[7],[8],

### Chansons
(sélections)
- 1914 : He'd Have to Get Under Get Out and Get Under
- 1917 : For Me and My Gal
- 1924 : Home in Pasadena
- 1931 : By the River St. Marie
- 1934 : The Moon Was Yellow
- 1935 : In a Little Gypsy Tea Room
- 1936 : A Little Bit Independent
- 1937 : Getting Some Fun out of Life

## Récompenses et distinctions
- 1972 : cérémonie d'entrée au Songwriters Hall of Fame[10]